# Théorèmes de Dini
Pour les articles homonymes, voir Dini.
En mathématiques, et plus précisément en topologie, les théorèmes de Dini énoncent des conditions sous lesquelles la convergence simple d'une suite de fonctions implique la convergence uniforme. Ces théorèmes portent le nom du mathématicien italien Ulisse Dini.

## Convergence simple et convergence uniforme
Les espaces de fonctions réelles peuvent être munis de topologies différentes, auxquelles sont associées des notions différentes de convergence d'une suite de fonctions, dont la convergence simple et la convergence uniforme :
- La convergence simple et la convergence uniforme ne nécessitent aucune structure particulière sur l'ensemble de définition. La convergence simple est en général plus facile à obtenir que la convergence uniforme mais elle ne préserve pas la continuité : une limite simple de fonctions continues n'est pas continue en général ;
- La convergence uniforme se définit pour des suites de fonctions définies sur un espace quelconque, à valeurs dans un espace métrique (ou plus généralement, dans un espace uniforme, comme un groupe topologique). Plus difficile à prouver, la convergence uniforme offre l'avantage de préserver certaines propriétés, comme l'intégrale : la limite des intégrales sur un segment d'une suite de fonctions convergeant uniformément est l'intégrale de la fonction limite.

La convergence uniforme implique la convergence simple, mais la réciproque est fausse dès que l'espace de départ est infini. Les théorèmes de Dini donnent des conditions sous lesquelles la convergence simple d'une suite de fonctions réelles implique sa convergence uniforme. Ce sont donc des outils très efficaces en pratique pour prouver qu'une suite de fonctions converge uniformément. Les théorèmes de Dini demandent que l'espace de départ possède une structure particulière, et que l'espace d'arrivée soit ℝ.

## Énoncés des théorèmes de Dini

### Premier théorème de Dini
Le premier théorème de Dini peut être vu comme une version pour les intégrales de Riemann (intégrale des fonctions continues sur un segment) du théorème de convergence monotone.
Théorème — La convergence simple d'une suite monotone de fonctions à valeurs réelles définies et continues sur un espace compact vers une fonction continue implique sa convergence uniforme.
Formellement, on dispose d'un espace topologique X, d'une suite de fonctions {\displaystyle (f_{n}:X\to \mathbb {R} )}, et l'on fait les hypothèses suivantes :
1. Continuité : les fonctions fn et la fonction f sont continues sur X ;
2. Monotonie : la suite (fn) est soit croissante ({\displaystyle \forall n\in \mathbb {N} \,\forall x\in X\,f_{n}(x)\leq f_{n+1}(x)}), soit décroissante ({\displaystyle \forall n\in \mathbb {N} \,\,\forall x\in X\,\,f_{n+1}(x)\leq f_{n}(x)}) ;
3. Compacité : X est compact et donc de tout recouvrement ouvert de X on peut extraire un sous-recouvrement fini ;
4. Convergence simple : pour tout x de X, la suite de réels (fn(x)) converge vers f(x).

On en déduit alors que la suite (fn) converge uniformément sur X vers f.

### Deuxième théorème de Dini
Théorème — La convergence simple d'une suite (fn) de fonctions réelles d'une variable réelle définies et croissantes (non nécessairement continues) sur un segment [a, b] de ℝ vers une fonction continue f sur [a, b] implique la convergence uniforme.
On fait donc les hypothèses suivantes :
1. Continuité : la fonction f est continue ;
2. Monotonie : pour tout entier n et pour tout couple (x, y) tel que a ≤ x ≤ y ≤ b, on a : fn(x) ≤ fn(y) ;
3. Convergence simple : pour tout x de [a, b], la suite de réels (fn(x)) converge vers f(x)).

On en déduit que la suite (fn) converge uniformément sur [a, b] vers la fonction f.
Bien que connu sous le nom de deuxième théorème de Dini dans l'enseignement francophone, il semble qu'en fait ce théorème soit dû à Pólya.
Généralisation : la conclusion et la démonstration sont inchangées si l'on permet à [a, b] d'être un intervalle compact de ℝ au lieu de ℝ, c'est-à-dire si l'on autorise a = –∞ ou b = +∞ (la fonction f étant alors encore bornée, puisqu’elle prend des valeurs finies aux extrémités de l’intervalle).

### Convergence uniforme des fonctions de répartition
La généralisation ci-dessus du deuxième théorème de Dini possède une application précieuse en probabilités et en statistique :

Une suite de fonctions de répartition qui converge simplement sur ℝ vers une fonction de répartition continue F, converge uniformément vers F sur ℝ.
En conséquence, la convergence uniforme des fonctions de répartition a lieu dans le cas du théorème central limite, où la fonction de répartition limite est celle de la loi normale et est, à ce titre, continue. Cela a des conséquences non anecdotiques en probabilités et statistique, comme le théorème central limite pour la médiane ou pour les processus de renouvellement.

### Un détour par l'équicontinuité
Le premier théorème de Dini peut se déduire, via le lemme suivant, du théorème d'Ascoli, ou simplement d'une propriété fondamentale de l'équicontinuité qu'on utilise pour prouver ce dernier.

La convergence simple d'une suite monotone de fonctions continues vers une fonction continue implique son équicontinuité.
Il fut remarquer que dans ce lemme purement local, l'espace de départ n'est pas supposé compact.

## Contre-exemples si l'intervalle de définition n'est pas compact
Les énoncés des deux théorèmes de Dini ne se généralisent pas au cas de fonctions définies sur un intervalle non compact, comme le montre l'exemple de la suite de fonctions de variable réelle fn : x ⟼ arctan(x – n) ou  l'exemple de la suite de fonctions définies sur [0 ; 1[, fn : x ⟼ xn.
Remarque : dans le contre-exemple de la suite Fn : {\displaystyle F_{n}(x)={\frac {1}{2}}+{\frac {1}{\pi }}\left(\arctan(x-n)\right)}, les fonctions Fn sont des fonctions de répartitions, mais la limite, la fonction nulle, n'est pas une fonction de répartition.

## Démonstrations
Les démonstrations proposées reprennent les notations introduites ci-dessus.

### Du premier théorème
Quitte à remplacer les fn par ±(fn – f), on peut supposer que la suite (fn)n est décroissante et qu'elle converge simplement vers 0.
On a alors
{\displaystyle \forall n\in \mathbb {N} ,\forall x\in X,f_{n}(x)\geq 0.}
On fixe un nombre réel ε > 0 et on considère les ensembles
Par continuité des fonctions fn, ces ensembles sont des ouverts (en fait il suffirait, dans le cas décroissant, de supposer les fn semi-continues supérieurement et f semi-continue inférieurement). La convergence simple de (fn) vers 0 se traduit par :
Comme X est compact, on peut extraire un sous-recouvrement fini ; il existe donc un entier Nε tel que
Par monotonie, la suite (Vn(ε)) est croissante. Il vient donc :
À nouveau, en utilisant l'hypothèse de monotonie : {\displaystyle \forall n\geq N_{\varepsilon },\,f_{n}(x)\leq f_{N_{\varepsilon }}(x)<\varepsilon }, on déduit
donc que la convergence de (fn) vers 0 est uniforme sur X.

### Du deuxième théorème
Soit un réel ε > 0. La fonction f est non seulement (par hypothèse) continue de [a, b] dans ℝ (donc bornée) mais aussi croissante (comme limite simple de fonctions croissantes).
En choisissant un entier k > (f(b) – f(a))/ε, il existe — d'après le théorème des valeurs intermédiaires — une subdivision a = a0 < a1 < … < ak – 1 < ak = b de [a, b] telle que
{\displaystyle \forall i=0,\ldots ,k-1,f(a_{i+1})-f(a_{i})<\varepsilon .}
Pour tout x ∈ [a, b], soit i tel que ai ≤ x ≤ ai + 1. La croissance de f et des fn et le choix de la subdivision impliquent (pour tout entier n)
{\displaystyle f_{n}(x)-f(x)\leq f_{n}(a_{i+1})-f(a_{i})<f_{n}(a_{i+1})-f(a_{i+1})+\varepsilon }
et
{\displaystyle f_{n}(x)-f(x)\geq f_{n}(a_{i})-f(a_{i+1})>f_{n}(a_{i})-f(a_{i})-\varepsilon .}
Par convergence simple, il existe un entier Nε tel que
{\displaystyle \forall n\geq N_{\varepsilon },\forall i=0,\dots ,k,|f_{n}(a_{i})-f(a_{i})|<\varepsilon .}
Les inégalités précédentes donnent alors :
{\displaystyle \forall n\geq N_{\varepsilon },\forall x\in [a,b],|f_{n}(x)-f(x)|<2\varepsilon }
donc la convergence de (fn) vers f est uniforme sur [a, b].

### De la convergence uniforme des fonctions de répartition
On note (Fn) la suite de fonctions de répartition qui converge vers F et on prolonge ces fonctions à ℝ par leurs limites en ±∞ en posant :
{\displaystyle F_{n}(-\infty )=F(-\infty )=0{\text{ et }}F_{n}(+\infty )=F(+\infty )=1.}
Les trois hypothèses (croissance des Fn, continuité de F et convergence simple) sont préservées lors de cette opération et la convergence uniforme de Fn vers F en découle.

### Du détour par l'équicontinuité
On suppose, comme dans la preuve du premier théorème, que la suite (fn) est décroissante et converge simplement vers 0.
On fixe un point x de X et un nombre réel ε > 0.
Puisque fn(x) tend vers 0, il existe un entier n tel que fn(x) < ε.
Par continuité en x de f0, … , fn, il existe un voisinage V de x tel que pour tout point y de V,
On en déduit en particulier fn(y) < 2ε, d'où (par décroissance de la suite (fn))
 si bien que finalement
ce qui prouve l'équicontinuité au point x de la suite (fn).